# William Cramp & Sons
William Cramp & Sons (jinak též William Cramp & Sons Ship & Engine Building Company) byla americká loděnice fungující od 20. let 19. století do roku 1947 na břehu řeky Delaware ve Filadelfii. Stavěla plavidla pro civilní i vojenský sektor. Představovala nejvýznamnější loděnici ve Filadelfii.

## Historie

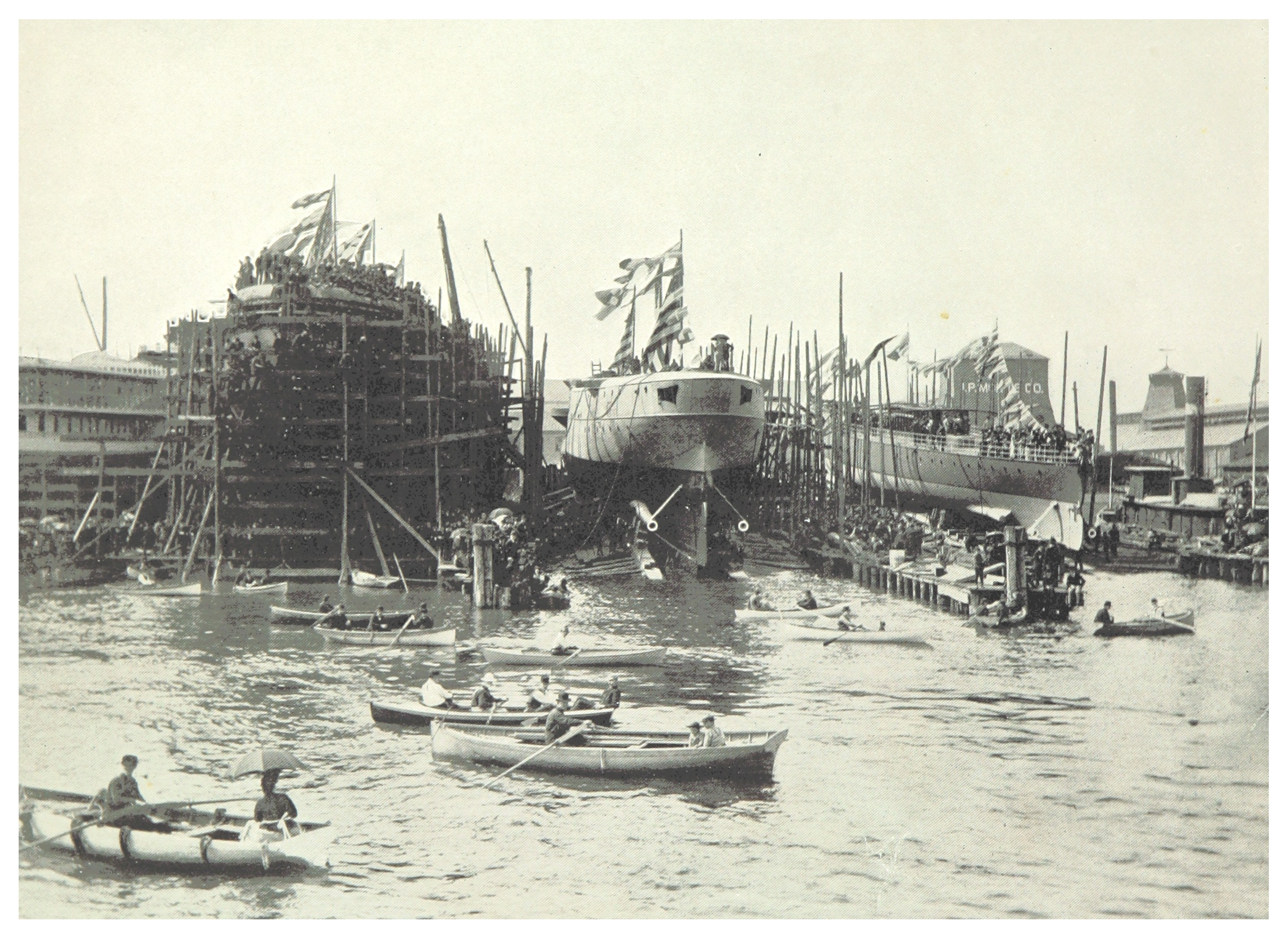
Loděnice v roce 1897

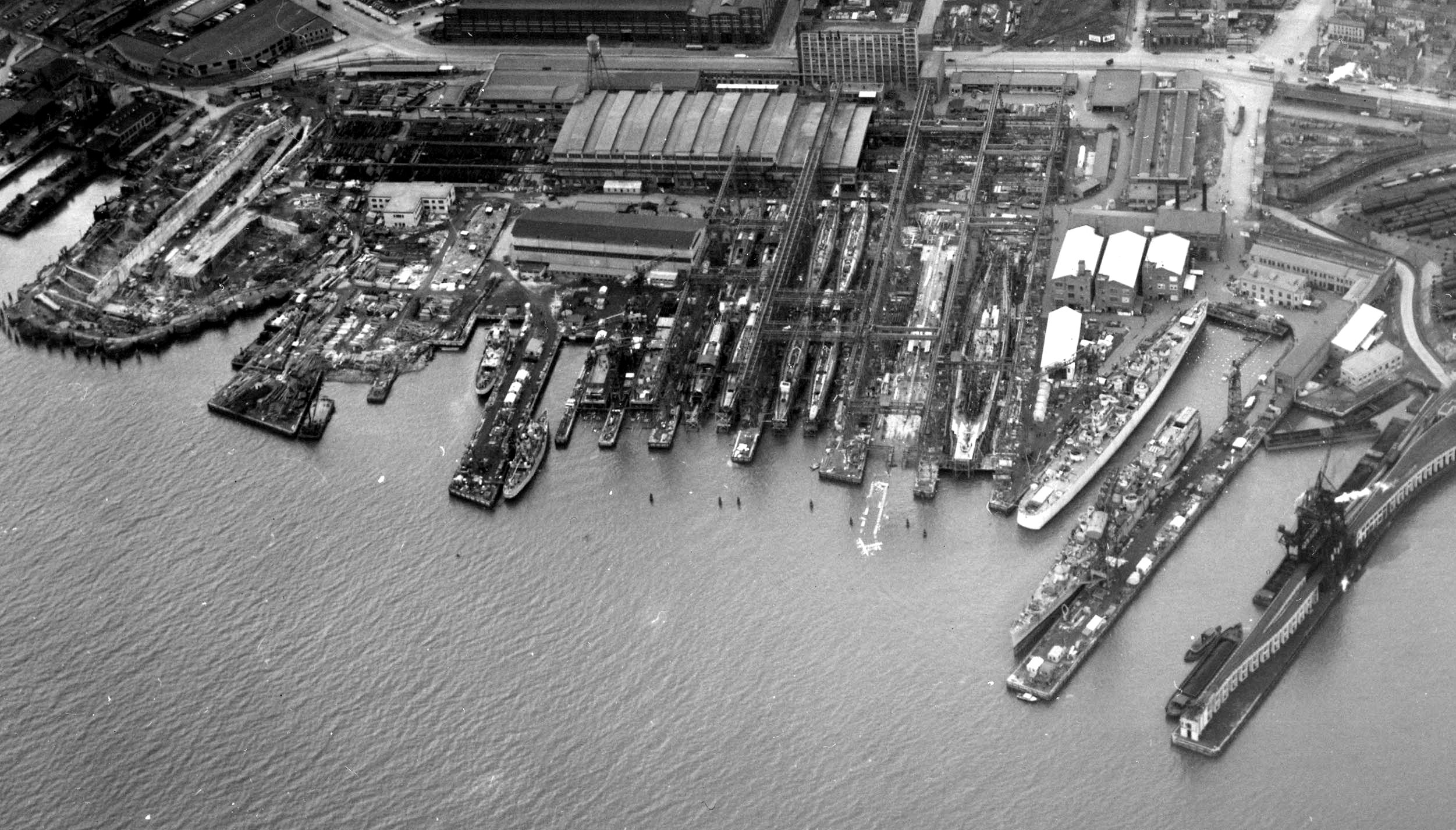
Loděnice v roce 1943

Roku 1830 loděnici založil filadelfský podnikatel William Cramp (1806–1879). Malá společnost začínala na úpatí ulice Susquehanna Avenue a věnovala se stavbě dřevěných lodí. Její název odrážel zapojení Crampových potomků do jejího fungování. Roku 1855 to byli synové Charles H. a William C. a v roce 1872 synové Samuel II., Jacob C. a Theodore. Když americká občanská válka z let 1861–1865 urychlila přechod z dřevěných ke kovovým plavidlům, loděnice William Cramp & Sons se tomuto trendu dokázala přizpůsobit a přeorientovat se na výrobu kovových plavidel poháněných parním strojem. Roku 1862 dokončila obrněnou loď USS New Ironsides, svou první válečnou loď pro americké námořnictvo. Po smrti zakladatele Williama Crampa tento přerod dokončil jeho syn Charles H. Cramp, jehož vedení bylo dobou velkých úspěchů této loděnice. Kromě zavádění moderních stavebních postupů schopnosti loděnice rozšiřoval tak, aby dokázala vyrábět i ty prvky plavidel, které předtím kupovala od subdodavatelů (např. lodní pohony). Pomáhaly mu v tom státní zakázky a dotace. Rozšiřování loděnice bylo spojené i s kupováním některých okolních společností, I.P. Morris Company v roce 1891 a Brass Foundry v roce 1892. Loděnice postupně zaplnila významnou část území na břehu řeky Delaware podél dnešní ulice Richmond Street. V roce 1895 loděnice zabírala 32 akrů pozemků a zaměstnávala 6000 osob.
Na konci 19. století se loděnice William Cramp & Sons zařadila mezi nejvýznamnější průmyslové podniky ve Filadelfii a patřila mezi přední dodavatele amerického námořnictva. V letech 1895–1896 americkému námořnictvu dodala první dvě moderní bitevní lodě, první dvě jednotky třídy Indiana. Do roku 1912 loděnice námořnictvu dodala dalších sedm bitevních lodí. Zároveň byla významným dodavatelem amerických křižníků a torpédoborců. Loděnice tak měla významný podíl na modernizaci amerického námořnictva. Například za španělsko-americké války v roce 1898 bylo loděnicí Cramp postaveno pět se sedmi nejsilnějších plavidel účastnících se bitvy u Santiaga de Cuba (bitevní lodě USS Indiana (BB-1), USS Massachusetts (BB-2), USS Iowa (BB-4) a pancéřové křižníky USS New York (ACR-2) a USS Brooklyn (ACR-3).
Několik plavidel postavila i pro zahraniční zákazníky, zejména bitevní loď Retvizan a chráněný křižník Varjag pro ruské carské námořnictvo, nebo chráněný křižník Mecidiye pro osmanské námořnictvo. Významné byly i civilní zakázky. Například roku 1894 loděnice spustila na vodu do té doby největší ve Spojených státech amerických postavenou pasažérskou loď SS St. Louis. Za první světové války postavila desítky torpédoborců, zejména čtyřicet jednotek tříd Wickes a Clemson. Počet zaměstnanců se zvýšil z předválečných 5000 až na 11 000.
V roce 1919 loděnici koupila společnost American Ship & Commerce Corporation podnikatele Williama Averella Harrimana. V roce 1927 ji kvůli nedostatku zakázek uzavřela a v dalších letech loděnice chátrala. Roku 1940 byla loděnice obnovena jako Cramp Shipbuilding s podporou 22 milionů dolarů od amerického námořnictva. Za druhé světové války se zaměřovala na stavbu křižníků a ponorek. Americkému námořnictvu dodala šest lehkých křižníků třídy Cleveland, přičemž sedmý nebyl dostavěn, stejně jako jeden lehký křžiník třídy Fargo. Nadto loděnice dodala čtrnáct ponorek třídy Balao a stavba dalších byla zrušena. Za války loděnice zaměstnávala okolo 18 000 osob. Kvůli nedostaku místa loděnice jako skladiště využívala i přilehlý ostrov Petty Island. Po válce loděnice definitivně zanikla. Nahradil ji průmyslový areál.

## Plavidla (výběr)

### Bitevní lodě

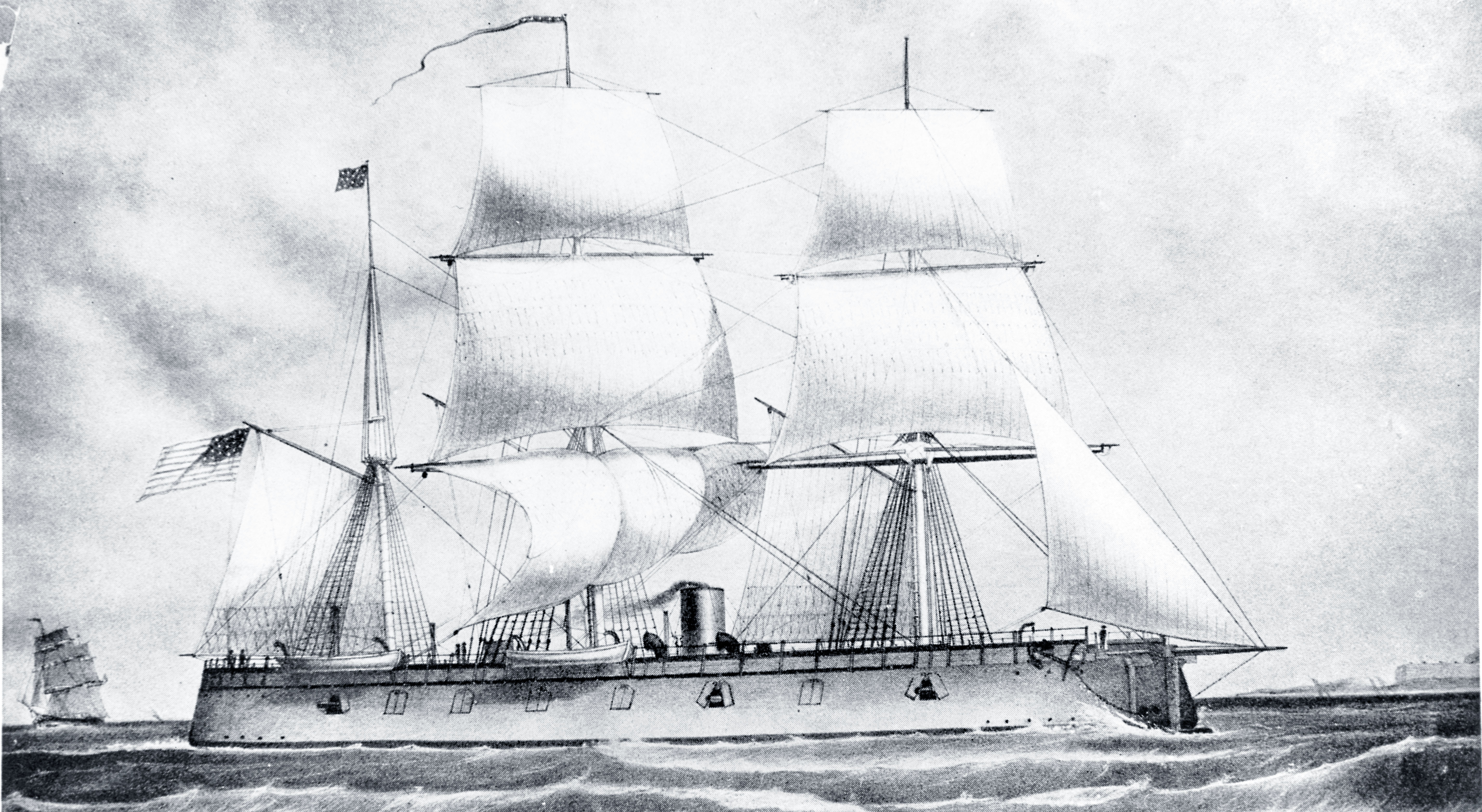
USS New Ironsides byla první válečná loď dodaná loděnicí William Cramp & Sons americkému námořnictvu

- Třída Wyoming (1 ks)
- Třída South Carolina (1 ks)
- Třída Mississippi (2 ks)
- Třída Maine (1 ks)
- Retvizan – Rusko
- Třída Illinois (1 ks)
- USS Iowa (BB-4)
- Třída Indiana (2 ks)
- USS New Ironsides – obrněná loď

### Křižníky

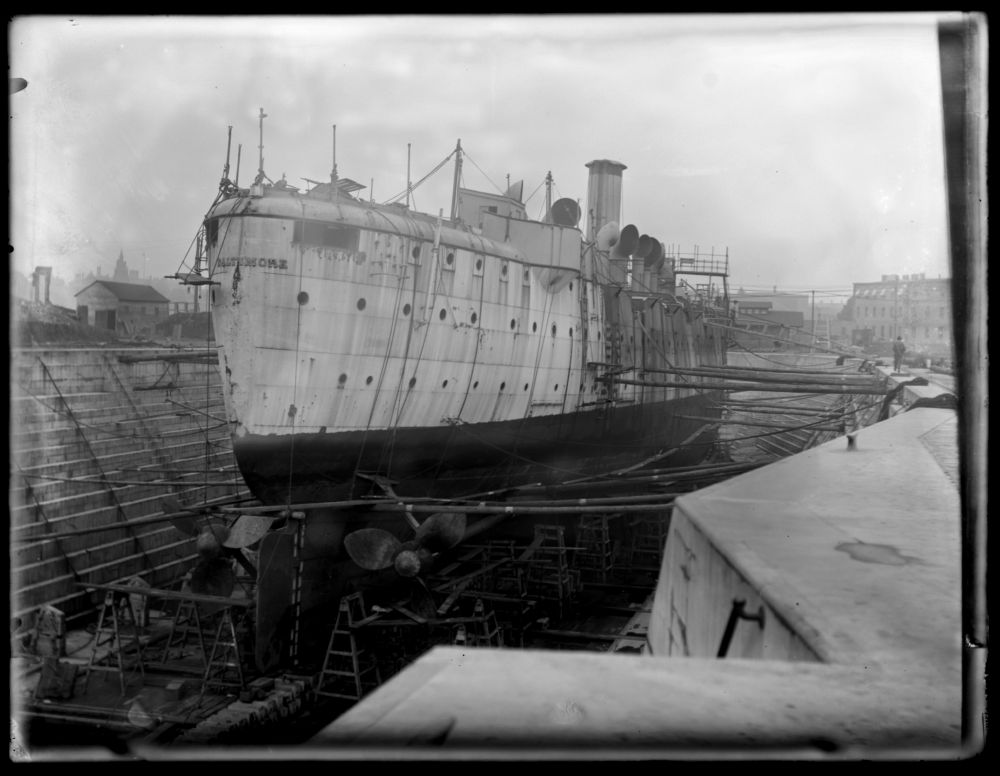
Chráněný křižník USS Baltimore (C-3)

- Třída Fargo (1 ks nedostavěn) – lehký křižník
- Třída Cleveland (6 ks, 1 ks nedostavěn) – lehký křižník
- Třída Omaha (5 ks) – lehký křižník
- Třída Tennessee (1 ks) – pancéřový křižník
- Třída Pennsylvania (2 ks) – pancéřový křižník
- Mecidiye – chráněný křižník, Osmanská říše
- Varjag – chráněný křižník, Rusko
- Třída Kasagi (1 ks) – chráněný křižník
- USS Brooklyn (ACR-3) – pancéřový křižník
- Třída Columbia (2 ks) – chráněný křižník
- USS Columbia (C-12) – chráněný křižník
- USS New York (ACR-2) – pancéřový křižník
- USS Newark (C-1) – chráněný křižník
- USS Philadelphia (C-4) – chráněný křižník
- USS Vesuvius – experimentální křižník
- USS Baltimore (C-3) – chráněný křižník
- Asia – Rusko

### Torpédoborce

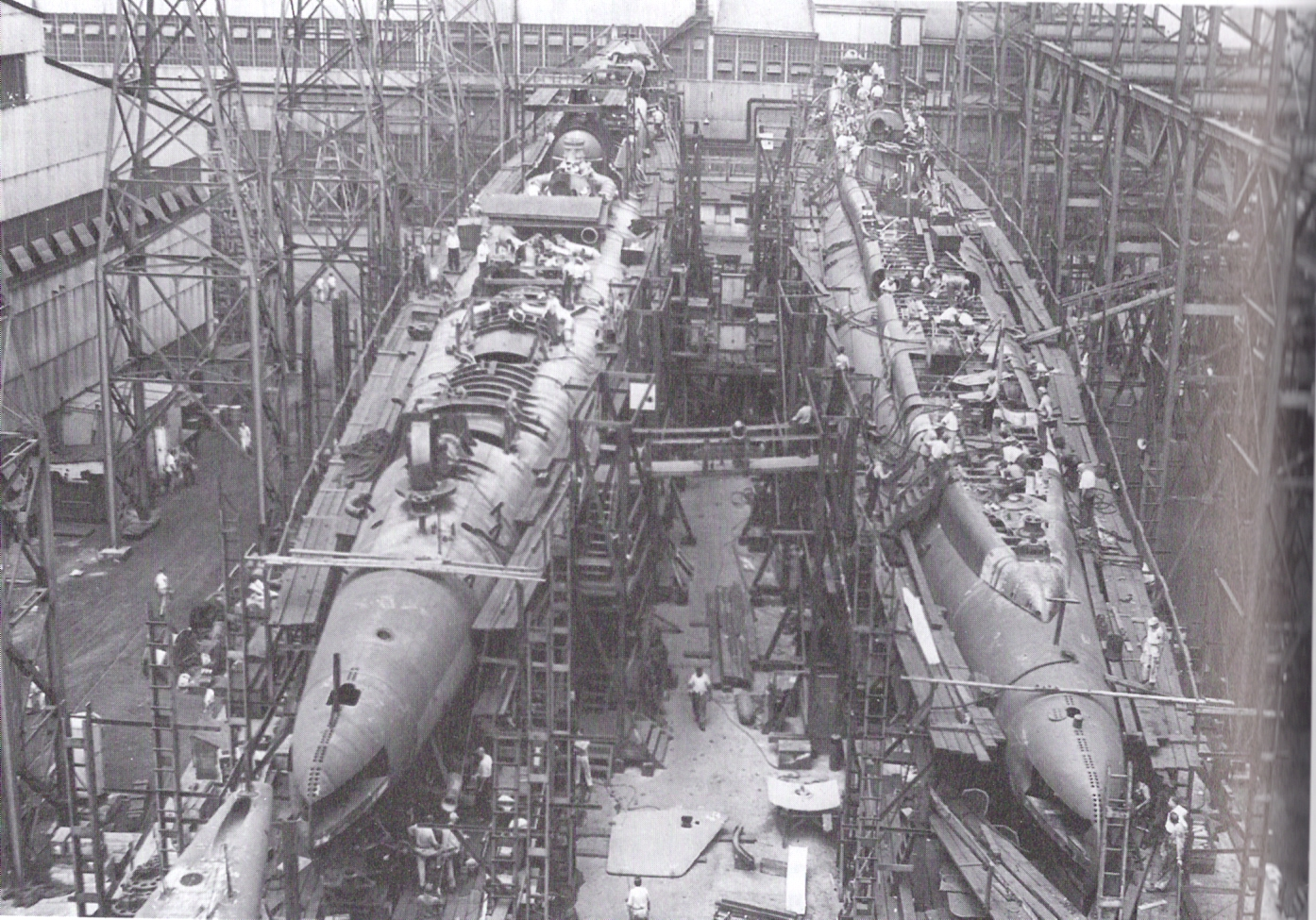
Rozestavěné ponorky třídy Balao USS Ulua (SS-428) a USS Trumpetfish (SS-425)

- Třída Clemson (25 ks)
- Třída Wickes (15 ks)
- Třída Caldwell (2 ks)
- Třída Sampson (1 ks)
- Třída Tucker (2 ks)
- Třída O'Brien (3 ks)
- Třída Aylwin (4 ks)
- Třída Paulding (4 ks)
- Třída Smith (2 ks)

### Ponorky
- Třída Balao (14 ks, stavba dalších 15 ks zrušena)
- Třída G (1 ks)

### Ostatní
- Třída Cherokee (1 ks) – remorkér

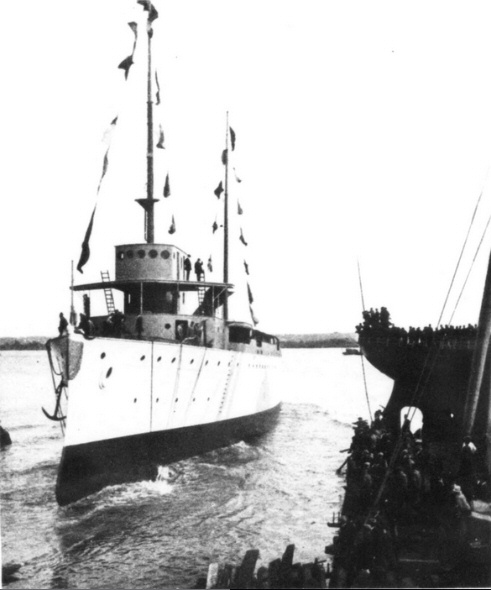
Spuštění dělového člunu Cuba

- USS Sacramento (PG-19) – dělový člun
- Patria (1911) – dělový člun, Kuba
- Cuba (1911) – dělový člun, Kuba
- Třída Yorktown (1 ks) – dělový člun
- Třída Amphitrite (1 ks) – monitor
- USS Chattanooga – šroubová fregata
- Třída Casco (1 ks) – monitor
- Třída Sassacus (1 ks) – dělový člun

### Civilní plavidla

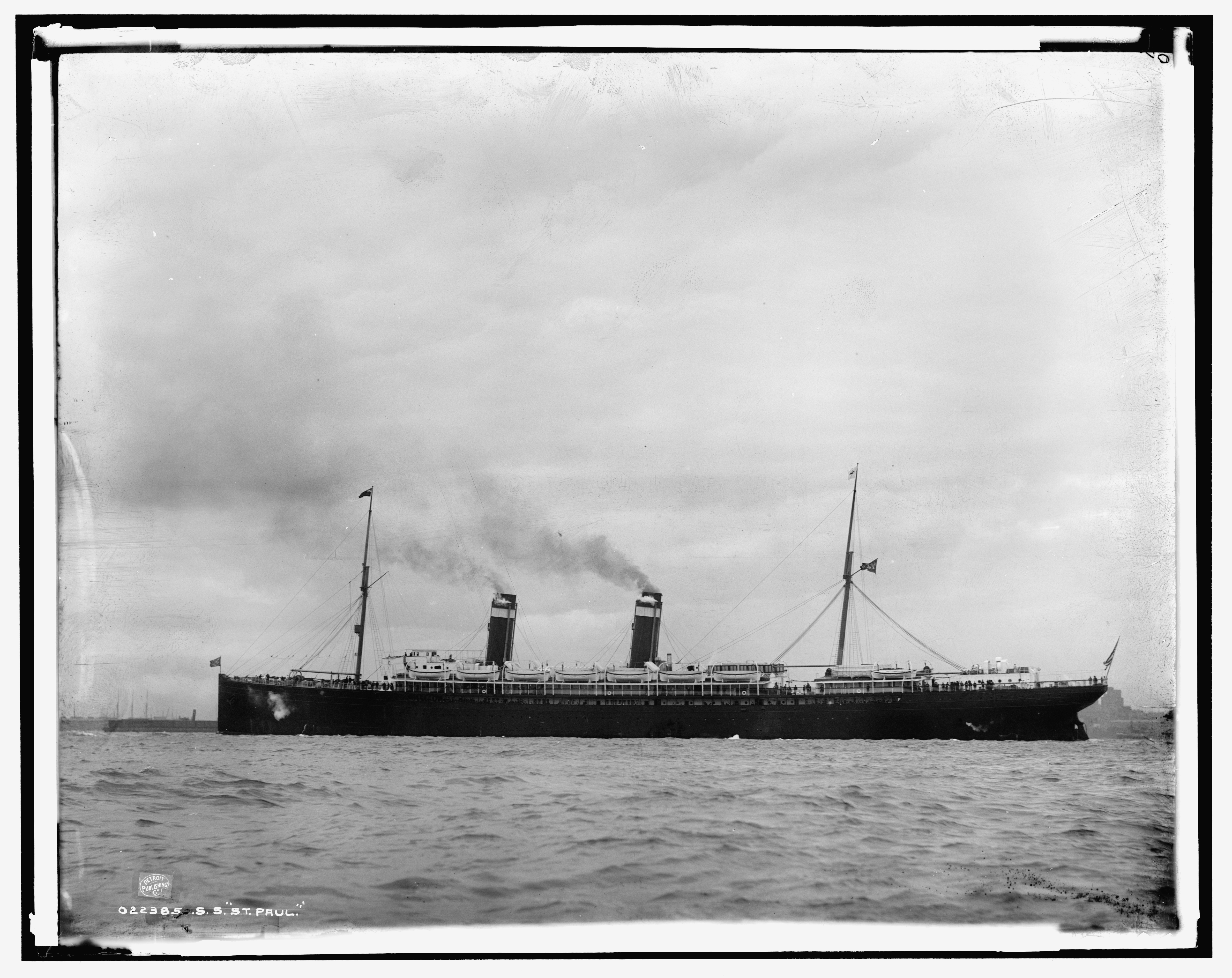
SS Saint Paul

- SS St. Louis (1894) a SS Saint Paul (1895) – sesterské pasažérské lodě
- SS Malolo – pasažérská loď